# Дифференциальное включение (электроника)
Дифференциальное включение — способ реализации требуемых параметров в схемотехнике.

## Для чего применяется?
Дифференциальное включение — это метод, применяемый в схемотехнике для достижения определенных характеристик. Оно широко используется, например, в операционных усилителях и входных каскадах усилителей звуковой частоты (УЗЧ). Главная функция дифференциального включения — усиление разницы между двумя входными сигналами. Это позволяет эффективно подавлять синфазные помехи и улучшать точность усиления. В результате, дифференциальное включение обеспечивает более стабильную и качественную работу электронных устройств.

## Использование
- Во входных каскадах УЗЧ;
- при включении операционных усилителей (ОУ) — одна из типовых схем включения,
- в USB.